# 映画配給
映画配給（えいがはいきゅう、英語: film distribution）は、映画産業における業務部門の一つ。単に配給と呼び、配給業務を行う企業を映画配給会社（えいがはいきゅうがいしゃ）、配給会社（はいきゅうがいしゃ）と呼ぶ。

## 概要

### 概念
映画作品を完成させるまでが製作、エンドユーザに向けて上映業務・接客業務を行うのが興行であり、その両部門を結ぶのが映画配給である。経済活動としてみると生産者から商品を仕入れ、小売業者に販売する卸売業にあたる。「映画のセールス」とは、配給会社が興行会社や個別の映画館に対して行うセールス（営業業務）を指す。通常は専門の配給会社が担当するが、映画製作者自身が配給も手掛ける自主配給というケースもある。
世界各国において、その国内で製作された映画は、例外を除いて第一に国内配給が行われる。製作者側と配給会社との間で、配給契約を結ぶことでこれが実現する。次に、国外での配給については、製作者側が国外配給権を国内での配給会社や国外セールスを行う会社に委託する場合と、製作者側が直接セールス窓口となる場合がある。
一方、国外の作品に関して、配給会社は、自国内での配給権を買い付けて、国内での配給業務を行う。世界各地で催される映画祭や映画見本市にバイヤーを派遣し、所望の作品を見つけて権利者と交渉する。配給会社が買い付ける権利が、劇場公開権のほか、テレビ放映権、ビデオグラム化権といった2次・3次利用を含む「オールライツ」である場合、配給会社が自国内のテレビ局やビデオメーカーにそれらの権利をセールスすることも可能である。自国内に限らず、アジア、ヨーロッパ、北米といったエリアでの権利を含めて、買い付けることもあり、その場合はそれ相応の資金が必要である。

### 過程
配給契約が締結されると、または締結されることを前提に、国内の製作物（映画作品）の配給委託を受ける場合であっても、国外から買い付ける場合であっても同様に、配給会社の手元には初号プリント、ないしはネガ原版からデュープされたデューププリントと、それに付随するデジタル原版などが渡される。上映用プリントの量産は、配給会社の業務である。外国映画の場合は、量産の前に字幕ないしは自国語吹替版の作成を行う。日本における映倫申請は、日本映画の場合は製作者側が製作のプロセスで行い、国外映画の場合は配給会社が行う。
プリント量産の前に、配給会社は映画館のブッキングを行う。量産するプリント数は、ブッキング数に応じたものである。量産は、国内作品の場合は、例外を除いて初号プリントを現像した現像場で行うのが通常である。
映画宣伝の業務は配給会社の業務であり、宣伝部門を持たない企業はこれを宣伝会社にアウトソーシングする。予告篇の作成は、宣伝業務である。宣伝部門・宣伝会社は作成を予告篇業者に委託する。予告篇の初号プリントが完成するとこれを量産し、ブッキングされた映画館などの興行者側につなぎ、配送するのは純然たる配給業務である。日本特有の制度である特別鑑賞券（前売券）の作成・販売・管理は、配給会社の業務である。これをブッキングした映画館や、プレイガイドに配送し、販売を委託する。
公開日の前には、各劇場に上映用プリントを配送する。公開が始まれば、ブッキングした映画館に入場人員数、興行収入の報告を受け、これを集計する。多くマスコミに向けて発表されるのは、この集計数字である。日本においては、2000年度までは配給収入を発表していたが、同年度をもって全世界共通の興行収入の発表に切り替えられた。配給収入は興行者側との契約により、興行収入の平均50％程度である。
4週間、ないしは5週間といった封切りからの上映をファーストランと呼び、ファーストラン以降は、ムーブオーバー（続映）と呼ぶ。ムーブオーバーや、日本で言う二番館での上映のブッキングを公開日を前後して行う。ファーストランを終えて戻って来たプリントをムーブオーバー館、二番館に配送する。
興行者側が一定配分を除いて配給会社に支払う料金を映画料と呼ぶ。映画料の総計が配給収入であり、国内作品の場合、ここから一定割合の配給手数料、宣伝費を含む配給経費などを除いた分を製作者側に戻すしくみとなっている。国外作品の場合、買付料を支払っているので、配給収入はすなわち配給会社の収入となる。
製作・配給・興行を一社で行うことを垂直統合と呼ぶ。

## 主な配給会社
- エイベックス・ピクチャーズ
- 東映
- 松竹

## 日本の団体
- 外国映画輸入配給協会 - 外画配給についての日本の社団法人。
- 映画産業団体連合会 - 製作・配給・興行ほかすべての映画産業に関する日本の社団法人。
- メイジャー（映画会社）- 配給会社から委託を受け、映画宣伝業務（前売券売りさばきを含む）を専門的に行う会社[2]。